# Laura Dally
Laura Anne Dally (Sarnia, 14 novembre 1992) è un'ex cestista e allenatrice di pallacanestro canadese.

## Carriera
Con il Canada ha disputato i Campionati americani del 2017.